# IX Carinae
IX Carinae (IX Car) es una estrella variable en la constelación de Carina, la quilla del Navío Argos.
De magnitud aparente media +7,45, es una estrella lejana que se encuentra a una distancia estimada de 1640 pársecs (5330 años luz).
Al igual que RT Carinae, es miembro del cúmulo estelar Carinae OB1.
IX Carinae es una supergigante roja de tipo espectral M2I con una temperatura efectiva de 3650 K.
Tiene un radio 920 veces más grande que el del Sol, lo que equivale a 4,2 UA; si estuviese en el centro de nuestro sistema solar, su superficie se extendería casi hasta la órbita de Júpiter.
En el espectro visible su luminosidad es 35.000 veces superior a la del Sol pero su luminosidad bolométrica —considerando todas las longitudes de onda— alcanza las cifra de 133.000 veces la luminosidad solar.
Pierde masa en forma de polvo a razón de 2,0 × 10-9 masas solares por año.
Catalogada como una variable semirregular SRC —cuyo prototipo es la brillante μ Cephei—, el brillo de IX Carinae fluctúa entre magnitud +7,2 y +8,5.
Se conocen dos períodos de oscilación, uno principal de 408 ± 50 días, y otro, más largo e impreciso, de 4400 ± 2000 días.